# Gary McDougal
Gary E. MacDougal est un ancien directeur ou chairman du Parti républicain de l'Illinois, né en 1936.
McDougal obtient un diplôme de l'université de Californie en 1958 et un diplôme de la Harvard Business School en 1963.
McDougal sert pendant trois ans dans l'US Navy, ensuite il se marie à Charlene Gehm avec laquelle il a deux enfants Gary, Jr. et Michael Schott.
MacDougal est le Président directeur-général (CEO) de l'entreprise Mark Controls de 1969 à 1987.
En 2000, MacDougal est l'auteur d'un livre Make a Difference: How One Man Helped Solve America's Poverty Problem.
Il participe activement aux campagnes présidentielles de George W. Bush et John McCain en 2004 et 2008.